# Rambo (pomme)
Pour les articles homonymes, voir Rambo.
Ne pas confondre avec la pomme Rambour

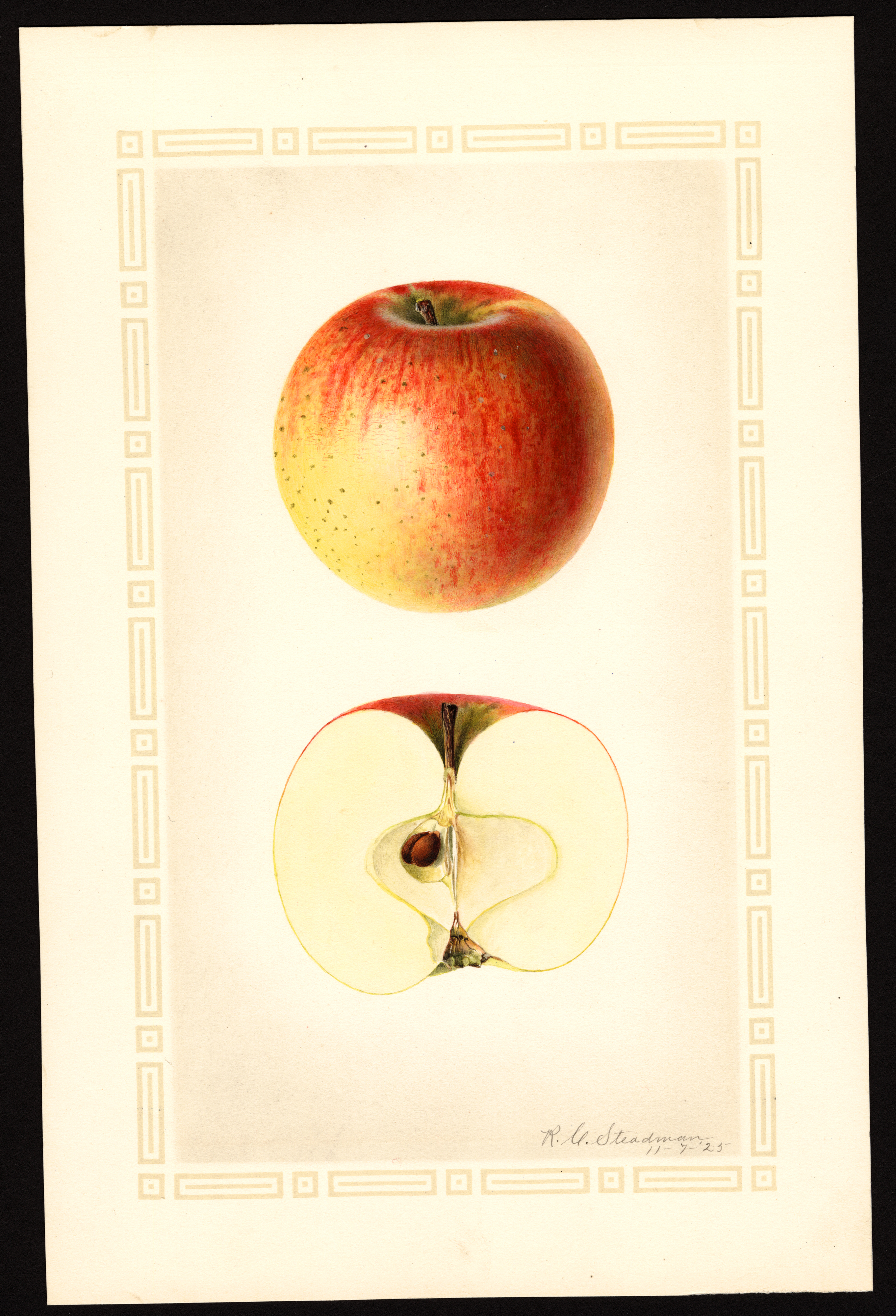
Représentation en aquarelle de la variété

La pomme Rambo est une variété de pomme américaine. 

## Origine
La pomme porte le nom du pionnier qui en introduisit les graines en Nouvelle-Suède (Nord-Est des États-Unis actuels), le Suédois Peter Gunnarsson Rambo (1612-1698). Il se choisit ce nom en souvenir de la montagne qui surplombe Göteborg, sa ville natale, le Ramberget : la montagne du corbeau. Ramn veut dire corbeau en ancien suédois[réf. souhaitée].

## Anecdote
David Morrell, l'auteur du roman First Blood à l'origine de la série de films Rambo, trouva l'inspiration pour le nom du personnage principal, joué par l'acteur Sylvester Stallone, en regardant des pommes que sa femme avait rapportées du marché. Il s'agissait de pommes Rambo, et cela lui fit penser à Rimbaud qu'il avait lu dans sa jeunesse.